# Răzbunătorii: Sub semnul lui Ultron
Răzbunătorii: Sub semnul lui Ultron (titlu original: Avengers: Age of Ultron) este un film american Marvel Comics cu supereroi din 2015 regizat de Joss Whedon. Rolurile principale au fost interpretate de actorii Chris Hemsworth, Scarlett Johansson, Robert Downey Jr., Mark Ruffalo, Chris Evans și Elizabeth Olsen. 
Filmul este un sequel al celui din 2012 Răzbunătorii, fiind al doilea din franciza Răzbunătorii și al unsprezecelea din Marvel Cinematic Universe (MCU). Este a cincea intrare în Faza 2 a MCU.

## Prezentare
La un an după evenimentele din Căpitanul America: Războinicul iernii, în țara Sokovia din Europa de Est, Răzbunătorii - Tony Star, Steve Roger, Thor, Bruce Banner, Natasha Romanoff și Clint Baron - atacă o bază Hydra comandată de Baronul Wolfgang von Strucker, care a făcut experimente pe oameni folosind sceptrul magic deținut anterior de Loki. În timpul luptei, Răzbunătorii îi confruntă pe ce doi subiecți de testare ai lui Strucker: gemenii Pietro Maximoff, care super viteză, și Wanda Maximoff, care are puteri telepatice și telekinetice. Rogers îl învinge și imobilizează pe Strucker, în timp ce Stark recuperează sceptrul lui Loki.
Întorcându-se la baza Răzbunătorilor în fostul turn Stark, Tony și Banner descoperă o inteligență artificială în bijuteria sceptrului și hotărăsc să o folosească pentru a finaliza programul de apărare global al lui Stark intitulat "Ultron". Ultron devine neașteptat de rapid capabil să gândească singur și ajunge să creadă că trebuie să elimine omenirea pentru a salva Pământul. Astfel, el elimină inteligența artificială a lui Stark, J.A.R.V.I.S., își construiește un corp metalic din ce găsește în laboratorul lui Stark și îi atacă pe Răzbunătorii în timpul unei petreceri. Ei îi distrug corpul, dar fără rost: Ultron scapă cu sceptrul și folosește resursele din baza Hydrei din Sokovia pentru a-și îmbunătăți corpul și a construi o armată de roboți identici, controlați de el. 
După ce îl ucide pe Strucker, Ultron îi recrutează pe gemenii Maximoff, care îl consideră pe Stark răspunzător pentru moartea părinților lor, uciși de armele companiei sale. Ultron și gemenii se duc apoi în Africa de Sud, la baza traficantului de arme Ulysses Klaue care a furat vibraniu, un metal rar și aproape indestructibil, din Wakanda. Ultron îi taie mâna lui Klaue și fură vibraniul, dar Răzbunătorii îi găsesc și atacă. Ultron fuge cu vibraniumul, în timp ce Wanda îi supune pe toți unor viziuni bizare. Una dintre aceste viziuni îl face pe Banner să se transforme în Hulk și să creeze haos și dezastru în oraș, dar Stark îl oprește cu armura sa Hulkbuster, concepută special pentru a-i face față lui Hulk .
O reacție la nivel mondial asupra distrugerii cauzate și temerile provocate de halucinațiile Wandei, îi fac pe Răzbunători să se ascundă în casa liniștită de la țară a familiei lui Barton. Aici, Thor pleacă să se consulte cu Dr. Erik Selvig cu privire la viitorul apocaliptic pe care l-a văzut în halucinația lui, și are o viziune despre Pietrele Infinitului, aflând locația a patru dintre ele: Piatra Spațiului se află în Tesseract; a Realității în Aether; a Puterii în glob (din Gardienii Galaxiei) și a Minții în sceptrul lui Loki. Între timp, Nick Fury sosește la fermă și încurajează echipa să formeze un plan pentru a-l opri pe Ultron. 
În Seul, Ultron o forțează pe Dr. Helen Cho, controlată de sceptrul lui Loki, să-și folosească tehnologia țesuturilor sintetice, împreună cu vibraniul și Piatra din sceptru, pentru a crea un nou corp sintetic pentru el. Când Ultron se încarcă în corp, Wanda îi poate citi mintea și astfel descoperă planul său de a elimina omenirea. Astfel, gemenii îl trădează pe Ultron și se aliază cu Răzbunătorii. Rogers, Romanoff și Barton îl găsesc pe Ultron și recuperează corpul, dar Ultron o răpește pe Romanoff.
Răzbunătorii se luptă între ei atunci când Stark îl pune în secret pe J.A.R.V.I.S. - care este încă operațional, după ce s-a ascuns de la Ultron în interiorul Internetului - în corpul sintetic. Thor se întoarce și îi ajută să activeze corpul, spunând despre viziunea sa și că, datorită Pietrei Minții din fruntea sa, corpul va deveni una dintre cele mai puternice ființe din univers. Astfel, corpul prinde viață și este numit "Viziune". Deși au dubii în privința sa la început, Viziune le demonstrează că este cu adevărat de partea lor după ce ridică Mjolnir (ciocanul lui Thor) fără probleme.
Echipa află de planul lui Ultron de a folosi vibraniul rămas pentru a construi o mașinărie care să ridice o mare parte din capitala Sokoviei spre cer, intenționând ca apoi să o prăbușească pe pământ ca pe un asteroid, pentru a provoca dispariția omenirii pe Pământ. Răzbunătorii se îndreaptă spre Sokovia să-l oprească, acompaniați de gemenii Maximoff și Viziune. Banner o salvează pe Romanoff, care îl trezește pe Hulk să-i ajute luptă. Răzbunătorii se luptă cu armata lui Ultron, în timp ce Fury sosește într-un transportator S.H.I.E.L.D. împreună cu War Machine (James Rhodes), Maria Hill și numeroși alți agenți pentru a evacua civilii. Pietro moare când îl salvează pe Barton de niște gloanțe iar Wanda își abandonează postul pentru a distruge corpul primar al lui Ultron și a-și răzbuna fratele, permițându-i astfel uneia dintre dronele lui Ultron să activeze mașinăria. Orașul se prăbușește, dar Stark și Thor supraîncărcă mașina din interior și distrug întregul teren. 
La final, Hulk, care nu dorește s-o pună în pericol pe Romanoff prin a fi cu ea, pleacă într-un avion cu reacție și dispare fără a putea fi găsit, în timp ce Viziune distruge ultimul corp al lui Ultron, ceea ce aparent duce la sfârșitul amenințării sale pentru totdeauna.
Mai târziu, Răzbunătorii se stabilesc într-o nouă bază condusă de Fury, Hill, Cho și Selvig, în timp ce Thor se întoarce în Asgard pentru a afla mai multe despre forțele despre care cred că au manipulat evenimentele recente. În timp ce Stark pleacă și Barton se pensionează, Rogers și Romanoff se pregătesc să antreneze noii Răzbunători: Rhodes, Viziune, Sam Wilson și Wanda.
Într-o scenă la mijlocul genericului, Thanos, sătul de eșecurile pionilor săi de-ai aduce Pietrele Infinitului, își pune o mănușă aurită și spune că o va face el însuși. 

## Distribuție
| Actor                | Personaj                     |
| -------------------- | ---------------------------- |
| Robert Downey jr.    | Tony Stark/Iron Man          |
| Chris Evans          | Steve Rogers/Captain America |
| Chris Hemsworth      | Thor                         |
| Mark Ruffalo         | Bruce Banner/Hulk            |
| Scarlett Johansson   | Natasha Romanoff/Black Widow |
| Jeremy Renner        | Clint Barton/Hawkeye         |
| Samuel L. Jackson    | Nick Fury                    |
| Cobie Smulders       | Maria Hill                   |
| James Spader         | Ultron                       |
| Elizabeth Olsen      | Wanda Maximoff/Scarlet Witch |
| Aaron Taylor-Johnson | Pietro Maximoff/Quicksilver  |
| Paul Bettany         | Vision/Jarvis                |
| Don Cheadle          | War Machine/Rhodey           |
| Hayley Atwell        | Peggy Carter                 |
| Thomas Kretschmann   | Baron Strucker               |
| Stellan Skarsgård    | Erik Selvig                  |
| Anthony Mackie       | Sam Wilson/Falcon            |
| Idris Elba           | Heimdall                     |

## Producție
Filmările au început la  11 februarie 2014 în Johannesburg, Africa de Sud. Cheltuielile de producție s-au ridicat la 316 milioane $.

## Primire
A avut încasări de 1,4 miliarde $.